# Bernard Lepetit
Bernard Lepetit (* 1980 in Dessau) ist ein deutscher Biologe und Hochschullehrer.

## Leben
Er war Juniorgruppenleiter in der Pflanzenökophysiologie an der Universität Konstanz. 2023 wurde er Professor der Universität Rostock. Er übernahm die Heisenberg-Professur für „Molekulare Stressphysiologie“ an der Mathematisch-Naturwissenschaftlichen Fakultät.

## Schriften (Auswahl)
- Untersuchungen zur Struktur der Antennenkomplexe und zur Lokalisation der Xanthophyllzykluspigmente in Diatomeen. 2010, OCLC 671377322.